# Esjtia
Esjtia (Georgisch: ეშტია; Armeens: Հեշտիա, Hesjtia) is een dorp in het zuiden van Georgië met bijna 1.700 inwoners (2014). Het dorp ligt in de gemeente Ninotsminda van de regio Samtsche-Dzjavacheti op ongeveer 10 kilometer ten noorden van het gemeentelijk centrum Ninotsminda en hemelsbreed ongeveer 110 km zuidwestelijk van hoofdstad Tbilisi. Esjtia wordt vrijwel geheel door Armeniërs bewoond, en is daarmee een van de grootste Armeens bewoonde dorpen in Samtsche-Dzjavacheti.

## Geografie
Esjtia is gesitueerd in het Dzjavacheti Hoogland op een hoogte van 1830-1900 meter boven zeeniveau, aan de voet van de 2270 meter hoge Esjtiaberg. Aan de andere kant van het dorp de Patara Aboeli (2800 m) boven het dorp uitstijgt. Beide bergen vormen het zuidelijk uiteinde van het vulkanische Aboel-Samsarigebergte. 

## Geschiedenis
Esjtia werd in 1830 opgericht door immigranten uit West-Armenië, uit het dorp Kiullu (Քյուլլի, district Khnus, Խնուսի), dat tegenwoordig in de Turkse provincie Erzurum ligt. Het werd met de jaren een grootste dorpen van het district Bogdanovka (Ninotsminda) en in 1987 woonden er 3.630 mensen. Als gevolg van het uiteenvallen van de Sovjet-Unie en de daaropvolgende crisisjaren in Georgië emigreerde een groot deel van het dorp naar steden in Armenië, zoals Jerevan en Gjoemri en naar het Russische Gelendzjik en andere plaatsen.
De katholieke Mariakerk, gebouwd in 1856, werd met het einde van het communisme het centrum werd van de Armeens-Katholieke Kerk in het district Ninotsminda. Het dorp is het centrum van de gelijknamige administratief-bestuurlijke dorpsgemeenschap (თემი, temi), dat nog 3 nabijgelegen kleine dorpen omvat.

## Demografie
Volgens de volkstelling van 2014 had Esjtia 1.691 inwoners. Het dorp werd in 2014 vrijwel exclusief door Armeniërs bewoond (99%). De overige inwoners waren vrijwel allemaal Georgiërs.
| Aantal                                                             | 2.461 | 2.609 | 3.630 | 3.082 | 1.691 |
| Verantwoording data: 1911, 1923, 1987, volkstellingen 2002 en 2014 |       |       |       |       |       |

## Bezienswaardigheden
- Huismuseum van de Armeens-Georgische dichter Victor Hovsepjan (1947-1996), die zijn hele leven in Esjtia woonde.[12] Hij was tevens van 1973 tot zijn dood onderwijzer in het dorp.[13]